# 三六五網
江蘇三六五網絡股份有限公司，簡稱江蘇三六五網絡股份、江蘇三六五網絡、江蘇三六五網，以及三六五網（英語：Everyday Network Co.,Ltd.，深交所：300295），於2006年由胡光輝（董事長）於江蘇省南京市鼓楼区上海路15号银城大厦（總部），創立前身為「江蘇三六五網絡有限公司」。
現時業務在國內經營行业资讯、网络营销、产品研发、技术维护、综合管理，以「house365.com」為主要品牌，招股價為34元人民幣，發行新股為1,335 万股，而集資額為4.6億元人民幣，而股份則在2012年3月15日於深圳證券交易所創業板上市。